# Berberis hayatana
Berberis hayatana är en berberisväxtart som beskrevs av Mizush.. Berberis hayatana ingår i släktet berberisar, och familjen berberisväxter. Inga underarter finns listade i Catalogue of Life.